# Terra Roxa
Terra Roxa ([ˈtɛxɐ ˈxoʃɐ], [ˈtɛʀɐ ˈʀoʃɐ]; portugiesisch für ‚violette Erde‘) ist die traditionelle Bezeichnung für fruchtbare rötliche, mineralische, schluffig-lehmige Böden der feuchten Tropen und Subtropen Brasiliens, die aus basischen Ausgangsgesteinen (Basaltdecken, „Diabase“, Doleritgänge) hervorgegangen sind. Auch wenn Terras Roxas bisweilen als „Terra Rossa“ bezeichnet werden, sind diese Bodentypen nicht zu verwechseln mit der Terra Rossa, einem für die Mittelmeerregion typischen, aus Kalkstein hervorgegangenen Boden. Terras Roxas sind ursprünglich Waldböden, die heute wegen ihrer relativ hohen Fruchtbarkeit teils intensiv landwirtschaftlich genutzt werden, insbesondere für den Anbau der wichtigen brasilianischen Exportfrüchte Kaffee, Kakao und Zuckerrohr. Ihr Vorkommen ist auf die Ausbisse präkambrischer (kratonaler) Kristallinkomplexe (unter anderem im Einzugsgebiet des Amazonas) und das Verbreitungsgebiet mesozoischer Flutbasalte beschränkt, wobei die mit den Paraná-Basalten assoziierten Vorkommen im Südosten Brasiliens, in den Bundesstaaten Paraná, São Paulo und im Süden von Minas Gerais, wirtschaftlich und auch wirtschaftshistorisch die bedeutendsten sind.

## Unterformen

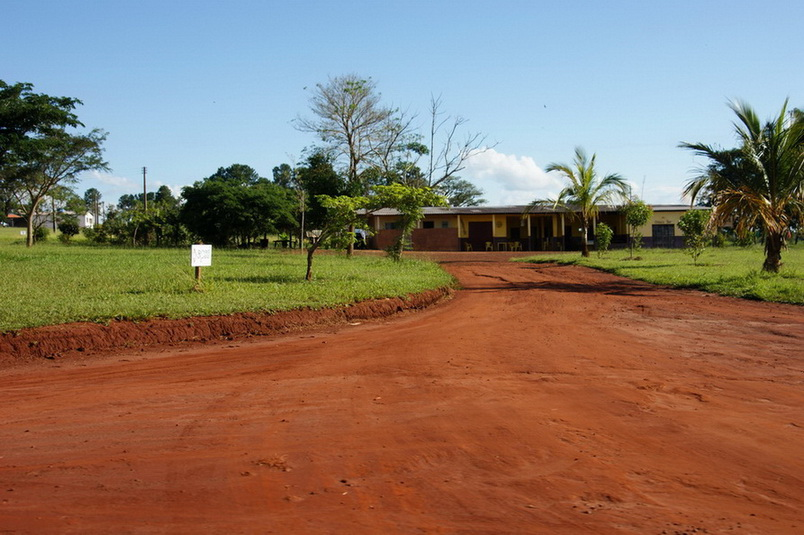
„Latossolo Vermelho“ bildet die Fahrbahn einer unbefestigten Straße und das Substrat der angrenzenden Grünflächen in der Nähe von Avaré, São Paulo

Terra Roxa wurde vor allem über ihre Abkunft von basischen Gesteinen und ihre rötliche Färbung definiert, und mangels einer schärferen Definition sind, nach modernem Kenntnisstand, mal mehr, mal weniger verschiedene Bodentypen unter diesem Begriff subsumiert worden. Gutmans (1943) nimmt den Namen wörtlich und versteht unter Terra Roxa ausschließlich die „recht einzigartigen“ violetten, auf Paraná-Basalten gründenden Böden im Bundesstaat São Paulo. In der zweiten Hälfte des 20. Jahrhunderts findet sich oft eine Unterscheidung in verschiedene Unterformen:
Terra Roxa Legitima (‚Echte Terra Roxa‘, engl. auch dusky red latosol ; ursprünglich ein Bodentyp des „primitiven“ brasilianischen Bodenklassifikationssystems) weist eine relativ geringe Basensättigung (aber mindestens 35 % innerhalb der oberen 125 cm) und einen relativ hohen Verwitterungsgrad auf, das heißt, sie ist relativ stark desilifiziert und mit Eisen(III)-oxid (Fe2O3) und Aluminiumoxid (Al2O3), sogenannten Sesquioxiden, angereichert (ferralisiert). In der brasilianischen Bodenklassifikation wird sie zu den „Latossolos“ gestellt und mit den Oxisols (genauer: Eutrustox und Eutrorthox) der USDA-Bodenklassifikation und den Ferralsols der FAO-Bodenklassifikation und der WRB korreliert (vgl. auch Laterit). Problematisch bei diesem Bodentyp ist die Fixierung von (auch künstlich durch Düngung zugeführtem) Phosphor in Form von schwer löslichem und daher für Pflanzen nicht verfügbarem Eisenphosphat.
Terra Roxa Estruturada weist eine relativ hohe Basensättigung (bis zu 99 %) und einen geringeren Verwitterungsgrad auf als die Terra Roxa Legitima. Typisch ist ein auf Lessivierung zurückgehender, sehr tonreicher B-Horizont. Sie wird bei den „Argi(lo)ssolos“ und „Nitosolos“ der brasilianischen Klassifikation eingeordnet und mit den Alfisols (genauer: Tropudalf und Paleustalf) und Ultisols (genauer: Rhodoustults und Palexerults) der USDA-Bodenklassifikation und den Nitisols und Luvisols der FAO- bzw. WRB-Klassifikation korreliert. In Paraná findet sich Terra Roxa Estruturada bevorzugt in niedrigen Lagen (unter 800 m) und wird in höherem Gelände durch sogenannte Terra Bruna Estruturada vertreten.
Als Übergangsformen zu sandigeren Böden wurden im „primitiven“ brasilianischen Bodenklassifikationssystem zudem, mit zunehmendem Sandanteil bzw. mit zunehmendem Anteil von Sandsteinen am Ausgangsgestein Terra Roxa Misturada (ein Rhodustalf in der USDA-Klassifikation) und Terra Roxa da Campo unterschieden.